# Jiankang

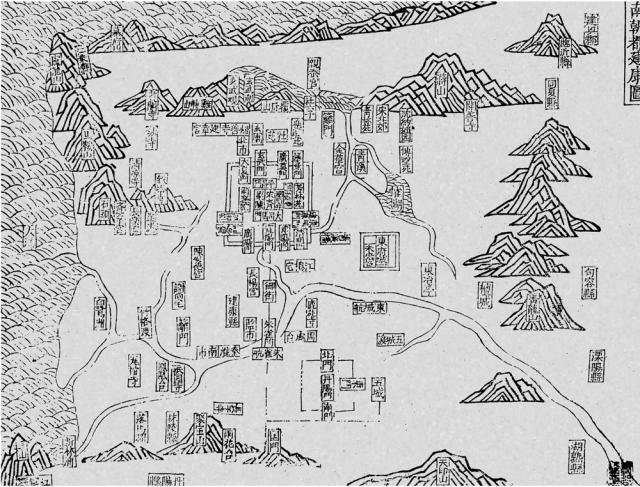
Kaart van Jiankang, hoofdstad van de Zuidelijke dynastieën

Jiankang (Chinees: 建康 城; pinyin: Jiankang Cheng) was de hoofdstad van het koninkrijk Wu, Oostelijke Jin-dynastie (317-420) en Zuidelijke Dynastieën. De muren zijn bewaard gebleven, er zijn nog ruïnes in de moderne stadsprefectuur Nanjing (Nanking).
Voor de Oostelijke Jin was de stad bekend als Jianye (建業 Jianye) en de hoofdstad van het koninkrijk Wu tijdens de Drie Koninkrijken periode. Omgedoopt tot Jiankang in 313 was het de hoofdstad van de Oostelijke Jin en Zuidelijke-dynastieën. Het wedijverde met Luoyang in termen van bevolking en de handel. Op haar hoogtepunt in de zesde eeuw was het de thuisbasis van ongeveer een miljoen mensen. Tijdens de opstand van Hou Jing, werd Jiankang in 549, na een jaar van belegering, verwoest. Het grootste deel van de bevolking werd gedood of uitgehongerd. Tijdens de Sui-dynastie, de hereniging van China, werd de stad bijna volledig verwoest en omgedoopt tot Jiangzhou (蔣 州) en vervolgens Danyang juni (丹陽 郡). Ten tijde van de Tang-dynastie werd het weer welvarend en kreeg het de naam Jinling (金陵). In de periode van de Vijf Dynastieën en Tien Koninkrijken werd het Jiangning genoemd (江寧); tijdens de Zuidelijke Song-dynastie kreeg het terug de naam van Jiankang. Uiteindelijk werd het omgedoopt tot Nanjing (南京) tijdens de Ming-dynastie.
In de 6e eeuw werd Jiankang de grootste stad ter wereld met een bevolking van vermoedelijk meer dan 1 miljoen mensen, in vergelijking met in die tijd, Rome (minder dan 100 000, na de piek van bijna 1 miljoen), Constantinopel (500 000 aan het begin van de regeerperiode van Justinianus I, 527-65), Luoyang (meer dan 500 000), en het verwoeste Chang'an. 